# برغة
برغة هي قرية في مقاطعة ساوجبلاغ، إيران. يقدر عدد سكانها بـ 122 نسمة بحسب إحصاء 2016.